# Kiev Challenger 2000
Il Kiev Challenger 2000 è stato un torneo di tennis facente parte della categoria ATP Challenger Series nell'ambito dell'ATP Challenger Series 2000. Il torneo si è giocato a Kiev in Ucraina dal 14 al 20 agosto 2000 su campi in terra rossa.

## Vincitori

### Singolare
Jacobo Díaz ha battuto in finale  Solon Peppas con il punteggio di 6–1, 6–3

### Doppio
Cristian Kordasz /  Gábor Köves hanno battuto in finale  Oleg Ogorodov /  Andrej Stoljarov con il punteggio di 6–4, 7–5